# Irene Lozano
Irene Lozano Domingo (/iˈɾene loˈθano ðoˈmĩŋɡo/), née le 17 juin 1971 à Madrid, est une journaliste, autrice et femme politique espagnole. Elle est membre du Parti socialiste ouvrier espagnol (PSOE).
Elle entre en politique en 2011 en rejoignant Union, progrès et démocratie, sous les couleurs duquel elle est élue au Congrès des députés. Deux ans après la révélation de la condamnation d'un colonel de l'armée de terre pour harcèlement sexuel, elle publie en mars 2015 un livre co-écrit avec la victime, Zaida Cantera, qui dévoile ainsi son nom au public. Elle tente de prendre la direction de son parti quatre mois plus tard, mais échoue lors des primaires.
Après avoir envisagé de rallier Ciudadanos, qui ne le souhaite pas, elle accepte en octobre 2015 d'être candidate sur la liste du Parti socialiste ouvrier espagnol aux élections générales et de conseiller le secrétaire général du parti Pedro Sánchez sur les questions de régénération démocratique. Ce recrutement crée un profond malaise parmi les dirigeants socialistes, qui n'oublient pas les sévères critiques qu'elle leur adressées les années précédentes.
Elle se retire volontairement de la vie politique en 2016, mais y revient en 2018 pour occuper le poste nouvellement créé de secrétaire d'État à l'Espagne globale sur proposition de Pedro Sánchez. Elle veille à la réputation de l'Espagne à l'étranger après les images négatives diffusées lors du référendum catalan d'indépendance. En 2020, elle devient présidente du Conseil supérieur des Sports, où elle défend notamment la professionnalisation du football féminin.
Elle doit renoncer à cette dernière fonction en 2021, afin d'être candidate aux élections parlementaires dans la communauté de Madrid. Devenue porte-parole adjointe du groupe socialiste à la suite de ce scrutin, elle démissionne au bout de cinq mois pour rejoindre une entité diplomatique et culturelle de l'administration publique qu'elle dirige jusqu'en 2025.

## Famille
Irene Lozano Domingo naît le 17 juin 1971 à Madrid et grandit à Majadahonda, dans la banlieue de la capitale.
Son père est astrologue, sa mère fonctionnaire de la mairie de Madrid et elle a un frère. Son grand-père était un enseignant républicain ayant fait partie de l'Union générale des travailleurs (UGT), emprisonné sept ans après la fin de la guerre d'Espagne.

## Études et vie professionnelle
Irene Lozano est licenciée en linguistique de l'université complutense de Madrid et diplômée en philosophie du Birkbeck College de l'université de Londres.
Elle travaille au sein du quotidien El Mundo entre 1995 et 2005, aussi bien comme éditorialiste que comme reporter internationale. À ce titre, elle est notamment envoyée spéciale en Algérie, au Kosovo et en Mauritanie, et couvre des processus électoraux au Nicaragua et en Suède. Elle est ensuite chroniqueuse pour le journal ABC et son supplément « culture » jusqu'en 2010.
Autrice de nombreux essais, elle reçoit en 2005 le prix de l'essai de la maison d'édition Espasa pour son récit « Lenguas en guerra » (en français : « Langues en guerre »).

## Engagement politique

### Députée d'UPyD
Sur proposition du philosophe Fernando Savater, Irene Lozano rejoint le parti Union, progrès et démocratie (UPyD) afin de défendre « les idées de gauche et de l'Espagne ». Sous ses couleurs, elle est élue députée lors des élections générales anticipées du 20 novembre 2011, occupant la quatrième place de la liste dans la circonscription de Madrid. Au Congrès des députés, elle est la porte-parole du groupe UPyD au sein des commissions parlementaires des Affaires étrangères, de la Défense, de la Coopération au développement, de Contrôle parlementaire de la télévision publique, et de l'Union européenne.
À l'occasion d'un remaniement orchestré par la cheffe de file d'UPyD Rosa Díez le 2 septembre 2014, elle intègre le conseil de direction du parti.

#### Lutte contre le harcèlement sexuel dans l'armée
Irene Lozano publie en mars 2015 le livre « No, mi general » (en français : « Non, mon général »), dans lequel la capitaine de l'armée de terre Zaida Cantera révèle avoir été victime de harcèlement sexuel et moral au sein des forcées armées espagnoles. Cette affaire avait déjà été évoquée en juin 2013 au Congrès par plusieurs députés — dont Irene Lozano — après que le supérieur de Zaida Cantera avait été condamné par la justice militaire à près de trois ans d'incarcération, sans que le nom de la victime ne soit rendu public.
Le 11 mars, après avoir interrogé le ministre de la Défense Pedro Morenés sur les cas de harcèlement sexuel au sein des armées et entendu sa réponse, elle l'abjure de démissionner en l'accusant de n'avoir rien fait dans ce domaine, ce à quoi le ministre répond que la députée fait preuve de « bassesse morale » puisque son soutien à la militaire serait lié à sa volonté de faire son autopromotion. À l'occasion de la discussion générale sur le projet de loi relatif aux carrières militaires le lendemain, le député du Parti populaire (PP) Vicente Ferrer la met en cause depuis la tribune en affirmant qu'elle « a orchestré toute une campagne avec un style misérable et répugnant » afin que les gradés paraissent tous comme « des violeurs ou des complices ». Obtenant la parole pour un fait personnel, elle rétorque vouloir remercier son interlocuteur « parce que plus vous nous insultez, plus vous nous légitimez et vous nous stimulez pour continuer de lutter contre les harceleurs qu'il y a dans l'armée et les parasites qui siègent au gouvernement ».

#### Échec aux primaires d'UPyD
Le 24 mars 2015, Irene Lozano remet sa démission du conseil de direction d'UPyD à la suite d'un vote au cours duquel les principaux dirigeants du parti ont refusé l'idée de former une alliance avec le parti Ciudadanos, une proposition formulée en conséquence des résultats des élections parlementaires andalouses. Elle indique deux semaines plus tard qu'elle a l'intention de se présenter au prochain congrès du parti.
Lors du vote des adhérents le 11 juillet suivant, sa candidature recueille 745 voix et termine en deuxième position derrière celle d'Andrés Herzog, vainqueur avec 807 suffrages exprimés en sa faveur.

### Rapprochement avec le PSOE

#### Tentative avortée avec Ciudadanos
Irene Lozano déclare cinq jours après son échec aux primaires d'UPyD qu'elle envisage d'adhérer directement à Ciudadanos, comme l'a fait avant elle Toni Cantó, député de Valence, soulignant que son projet au congrès d'Union, progrès et démocratie défendait l'union des deux formations. Son intégration n'est cependant pas du tout envisagée par le parti d'Albert Rivera, qui rappelle qu'à l'été 2014 elle n'avait pas eu de mots assez durs contre le député européen Francisco Sosa Wagner quand ce dernier avait défendu un rapprochement entre son parti et Ciudadanos, qualifiant cette position de « mesquine ».
Elle fait savoir le 22 septembre suivant qu'elle quittera la vie politique à la fin de la législature en cours, et qu'à cette occasion elle renoncera à militer au sein d'Union, progrès et démocratie. Elle est alors la seule membre du courant ayant porté sa candidature aux primaires à être toujours membre d'UPyD.

#### Incorporation critiquée
Deux semaines plus tard, Irene Lozano s'entretient cependant avec le porte-parole du groupe socialiste au Congrès des députés Antonio Hernando, qui la teste sur la possibilité d'être candidate aux élections générales du 20 décembre suivant comme indépendante sur la liste du Parti socialiste ouvrier espagnol (PSOE) dans la circonscription de Madrid. Elle rencontre ensuite le secrétaire général du PSOE Pedro Sánchez par deux fois, à qui elle donne son accord définitif pour intégrer la liste socialiste le 15 octobre.
Son recrutement par Pedro Sánchez crée un fort malaise au sein du Parti socialiste, dont plusieurs dirigeants rappellent les anciennes prises de position d'Irene Lozano contre le bipartisme qui régit la vie politique espagnole depuis la fin du franquisme ainsi que son rôle dans la rupture entre UPyD et le président socialiste des Asturies Javier Fernández au parlement de la communauté autonome. S'expriment publiquement le président d'Estrémadure Guillermo Fernández Vara, pour qui « la première chose que Lozano doit faire, c'est demander pardon, s'excuser devant les milliers d'honorables militants socialistes qui se sont sentis offensés à plusieurs occasions par ses mises en cause pendant quatre ans », et le responsable du PSOE andalou Juan Cornejo, qui s'absente de la réunion de ratification des listes de candidats car il ne peut « ni voter contre une liste conduite par le secrétaire général, ni voter pour cette candidate qui a insulté l'Andalousie et des milliers de socialistes ». La secrétaire à la Politique municipale et tête de liste dans les Asturies Adriana Lastra rétorque que la révocation de l'accord entre le PSOE et UPyD au parlement autonomique est la seule responsabilité de Rosa Díez, car Irene Lozano n'occupait aucune responsabilité à cette période.
Elle intègre donc la liste dans la circonscription de Madrid en quatrième position, devant notamment Zaida Cantera, ainsi que le comité d'experts qui conseille Pedro Sánchez sur la rédaction de son programme, où elle s'occupe des questions de régénération démocratique. La présidente de la Junte d'Andalousie et secrétaire générale régionale Susana Díaz défend publiquement dix jours plus tard le choix du dirigeant national, affirmant qu'il a « toute légitimité » pour prendre ce genre de décision et que si Irene Lozano a accepté cette offre, elle reconnaît de facto qu'elle « ne pensait pas ce qu'elle disait » à propos du Parti socialiste ou alors « qu'elle ne disait pas la vérité et a corrigé ses propos ».
Après qu'elle a obtenu un des six sièges remportés par le PSOE à Madrid lors des élections générales, deux anciens députés à l'Assemblée de Madrid lancent une pétition pour qu'elle démissionne, ce qui aurait pour effet de faire monter au Congrès le premier non-élu, Eduardo Madina. Miguel Aguado et Victoria Moreno disent ne pas pouvoir accepter que Madina, « qui a obtenu le soutien de milliers de militants lors de l'élection primaire de 2014 » ne siège pas aux Cortes Generales tandis qu'« une personne qui ne milite pas au PSOE et a été systématiquement critique envers celui-ci depuis une autre formation politique » occupe un siège. Le 2 février 2016, le groupe socialiste au Congrès lui confie les fonctions de porte-parole au sein de la commission parlementaire du Règlement, le PSOE faisant de la révision du règlement de la chambre — un serpent de mer de la vie parlementaire — un de ses axes prioritaires pour le début de la législature.

#### Prise de distance
Le 28 avril 2016, alors que l'incapacité du Congrès des députés à investir un président du gouvernement va conduire à la tenue de nouvelles élections, Irene Lozano publie sur son compte Twitter un communiqué par lequel elle renonce à être de nouveau candidate, quelques heures après une annonce similaire de la part de l'ancienne ministre de la Défense Carme Chacón. Si les proches de Pedro Sánchez souhaitaient qu'elle se représente puisqu'une absence de candidature aurait été perçue comme la reconnaissance d'une erreur lors de son incorporation en octobre 2015, elle fait savoir qu'elle souhaite « s'engager dans des projets professionnels qui requerront tout [son] temps ». Elle salue les députés et collaborateurs parlementaires du groupe socialiste et remercie spécifiquement le secrétaire général du PSOE, dont elle se dit convaincue qu'il sera bientôt chef de l'exécutif.
Sa position dans la liste est reprise par Ángeles Álvarez, représentante du secteur féministe du Parti socialiste et exclue du Congrès aux élections de 2015 en raison du faible score du PSOE dans la circonscription madrilène. Lors du débat entre les candidats au secrétariat général du PSOE dans le cadre du XXXIXe congrès du Parti socialiste le 15 mai 2017, Susana Díaz reproche à Pedro Sánchez le recrutement d'Irene Lozano en lui demandant s'il n'y avait pas « une camarade méritant d'être candidate ? », soulignant que « Beaucoup se sont sentis mal quand une personne qui nous avait insultés était récompensée avec un mandat, même s'il est vrai qu'elle est partie comme elle est venue, sans présenter d'excuse ». En réponse, l'ancien secrétaire général explique que le PSOE est « un parti ouvert » qui accueille tous ceux qui le considèrent comme « leur option ».

### Secrétaire d'État

#### Espagne globale
Arrivé au pouvoir en juin 2018, Pedro Sánchez nomme Irene Lozano secrétaire d'État à l'Espagne globale le 13 octobre suivant. À ce poste, qui remplace le haut commissariat à la Marque Espagne créé en 2012, elle sera chargée de promouvoir l'image de l'Espagne à l'extérieur des frontières du pays dans un contexte marqué par le référendum de 2017 sur l'indépendance de la Catalogne et bénéficiera d'un budget autonome, à l'inverse de l'administration qui la précédait.
Elle crée ainsi un référent dans chaque ambassade chargé de veiller à la réputation de l'Espagne, fait mettre en ligne le site Internet www.thisistherealspain.com qui recense notamment des rapports sur le bon état de la démocratie espagnole, et répond aux mises en cause concernant la colonisation espagnole.
Elle assure la rédaction du livre autobiographique Manual de Resistencia (en français : « Manuel de résistance ») de Pedro Sánchez, publié en février 2019. Dans une entrevue donnée à la Cadena SER, elle explique que l'idée de ce livre a germé à l'occasion de discussions entre eux deux alors qu'elle était déjà secrétaire d'État. L'ouvrage faisant l'objet d'une controverse quant à sa paternité, elle précise que « l'auteur est [Pedro Sánchez] » et qu'elle a « seulement donné une forme littéraire » à l'ouvrage.

#### Sports
En Conseil des ministres du gouvernement Sánchez II le 28 janvier 2020, Irene Lozano est nommée présidente du Conseil supérieur des Sports, un poste ayant rang de secrétaire d'État et connu comme celui du « secrétaire d'État aux Sports ». Cette désignation est justifiée par la volonté de Pedro Sánchez de doter le CSD d'une présidence plus « politique » à l'approche des Jeux olympiques d'été et dans la perspective de la présentation d'une nouvelle loi relative aux sports, ainsi que de renforcer la diplomatie et la projection internationale de l'Espagne comme grande puissance sportive. Sa prédécesseure María José Rienda, qui n'avait jamais réussi à ouvrir un canal de communication avec le nouveau ministre de la Culture et des Sports José Manuel Rodríguez Uribes, est informée par ce dernier de sa destitution la veille de la nomination d'Irene Lozano.
Ayant présidé le 19 février 2020 la signature de la convention collective du football féminin, première du genre pour les footballeuses espagnoles et en Europe, elle annonce le 25 septembre suivant « l'engagement du gouvernement » que la Primera Iberdrola soit reconnue comme une ligue professionnelle lors du championnat 2021/2022, une première pour le sport féminin en Espagne.

### Députée à l'Assemblée de Madrid
À la fin du mois de mars 2021, Irene Lozano est choisie par Pedro Sánchez pour intégrer la liste des candidats du Parti socialiste ouvrier espagnol de la communauté de Madrid (PSOE-M) aux élections parlementaires madrilènes anticipées, convoquées le 4 mai suivant. Son profil modéré et d'ancienne d'UPyD est perçu par le secrétaire général du PSOE comme un atout pour attirer le vote de l'électorat de Ciudadanos. Elle occupe la cinquième place de la candidature emmenée par l'indépendant Ángel Gabilondo, une position qui génère de nombreuses critiques parmi les cadres du PSOE-M qui soulignent entre eux que parmi les cinq premiers candidats, quatre ne militent pas ou pas au sein de la fédération socialiste madrilène. Elle-même adhère dans le même temps au PSOE. Son remplacement à la présidence du CSD est assuré par le secrétaire général du PSOE-M et délégué du gouvernement dans la communauté de Madrid José Manuel Franco.
Sa candidature est couplée à celle de plusieurs jeunes cadres issus de l'administration de l'État ou des municipalités de gauche comme la secrétaire d'État aux Migrations Hana Jalloul, la présidente du Sénat Pilar Llop, le directeur général du Handicap Jesús Ángel Celada, le maire de Soto del Real Juan Lobato (es) et la vice-maire de Rivas-Vaciamadrid Mónica Carazo. Cette stratégie imaginée par Pedro Sánchez doit permettre au PSOE-M d'envisager à la fois le rajeunissement de son groupe parlementaire pour gagner des soutiens au sein de l'électorat urbain et de renforcer les compétences de ses députés par l'incorporation de profils gestionnaires dans la perspective d'une accession au pouvoir dès après le scrutin ou à la suite du prochain, prévu en mai 2023.
Deux jours après la tenue du scrutin, au cours duquel le Parti socialiste devient la troisième force politique en nombre de suffrages obtenus tandis que le Parti populaire d'Isabel Díaz Ayuso frise la majorité absolue, Ángel Gabilondo renonce à prendre possession de son mandat de député régional. La direction provisoire du Parti socialiste ouvrier espagnol de la communauté de Madrid décide le 26 mai suivant de nommer Irene Lozano porte-parole adjointe du groupe parlementaire en tandem avec Juan Lobato, sous l'autorité de la porte-parole Hana Jalloul.

### Passage dans l'administration
Devenu nouveau secrétaire général et porte-parole parlementaire du PSOE-M, Juan Lobato annonce le 15 novembre 2021 qu'Irene Lozano a l'intention de renoncer à son mandat de députée à l'Assemblée de Madrid, sans qu'il ne soit précisé pour quelles raisons. Il est révélé trois jours plus tard qu'elle est pressentie pour prendre la direction de la Casa Árabe, une entité publique de réflexion autour des échanges avec le monde arabe, sur proposition du ministère des Affaires étrangères.
Sa nomination est ratifiée le 19 novembre par le conseil de direction, dont font partie — outre le ministère — l'Agence de coopération au développement (AECID), la Junte d'Andalousie, la communauté de Madrid, la Ville de Cordoue et la Ville de Madrid ; elle démissionne ce même jour de son siège de parlementaire territoriale afin d'occuper sa quatrième charge publique en un peu plus de trois ans. Le 2 décembre, l'ex-député Agustín Vinagre est assermenté pour reprendre son siège.
Elle commence en 2022 à travailler aux côtés de Pedro Sánchez sur la rédaction d'un nouveau livre autobiographique. L'ouvrage est publié en novembre 2023 sous le titre Tierra Firme (en français : « Terre ferme »). Dans un entretien accordé à El País deux mois plus tard, elle refuse d'être qualifiée de « nègre de Sánchez » et dit préférer l'expression française « la plume ».
Le 5 février 2025, elle annonce son départ de la direction de la Casa Árabe, confiée au diplomate Miguel Moro, pour revenir à sa « profession malmenée d'écrivaine et journaliste » et mettre fin à son « travail institutionnel ». Le journal El Mundo dévoile trois mois plus tard que la nouvelle équipe de direction qualifie la situation financière de l'institution de « dramatique », constatant sur la base des documents budgétaires qu'au cours du mandat d'Irene Lozano la quasi-totalité de l'excédent budgétaire a été dépensé, les frais de fonctionnement en matière de personnel ont presque doublé, la documentation de certains marchés publics a disparu et qu'elle avait envisagé de mettre en location le siège principal de la structure — en violation de ses propres statuts — afin de la renflouer.